# Claude Chana
Claude Chana (30 novembre 1811 - 22 mai 1882) est un pionnier, colon et arboriculteur français. Il est considéré comme le fondateur de la ville d’Auburn, en Californie, et le père de l’industrie fruitière dans ce même État. 

## Biographie
Selon les uns, il était originaire de Rouen ; selon les autres, il venait de Bourgogne.  Quant à l’orthographe de son nom, elle variait d’un écrit à l’autre : « Chana », « Chanas », « Chanat », voire « Chanon »...

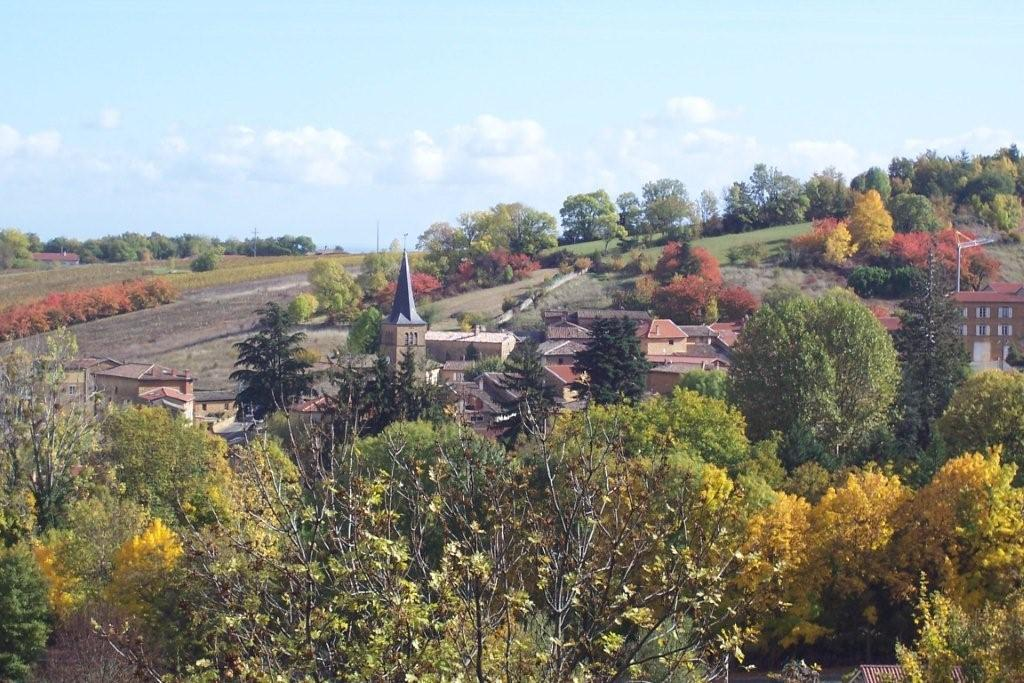
Ville-sur-Jarnioux.

Chana est un patronyme relativement répandu en France, notamment porté dans la région lyonnaise, tout près de la Bourgogne donc. Des recherches dans cette région ont permis d’identifier un certain Claude Chana, né le 30 novembre 1811 à Ville-sur-Jarnioux, petite ville située dans le département du Rhône. L’année de naissance correspond à celle qui figure sur la tombe du pionnier californien. Par ailleurs, il est le fils d’un « bennier », c’est-à-dire d’un fabricant d’objets en bois tels que boisseaux, baquets, tonneaux... Or l’historien américain Hubert Howe Bancroft rapporte que Claude Chana, à son arrivée sur le sol américain, exerce la profession de tonnelier.  
Né dans le département du Rhône, Claude Chana est le fils de Claude Chanat et de Marie Bedin, domiciliés au bourg de Ville-sur-Jarnioux, dont il est le 3e enfant. Il a cinq frères et six sœurs. On ne sait presque rien de ses jeunes années, si ce n’est que la famille quitte le hameau de Ville pour celui de Jarnioux en 1825.

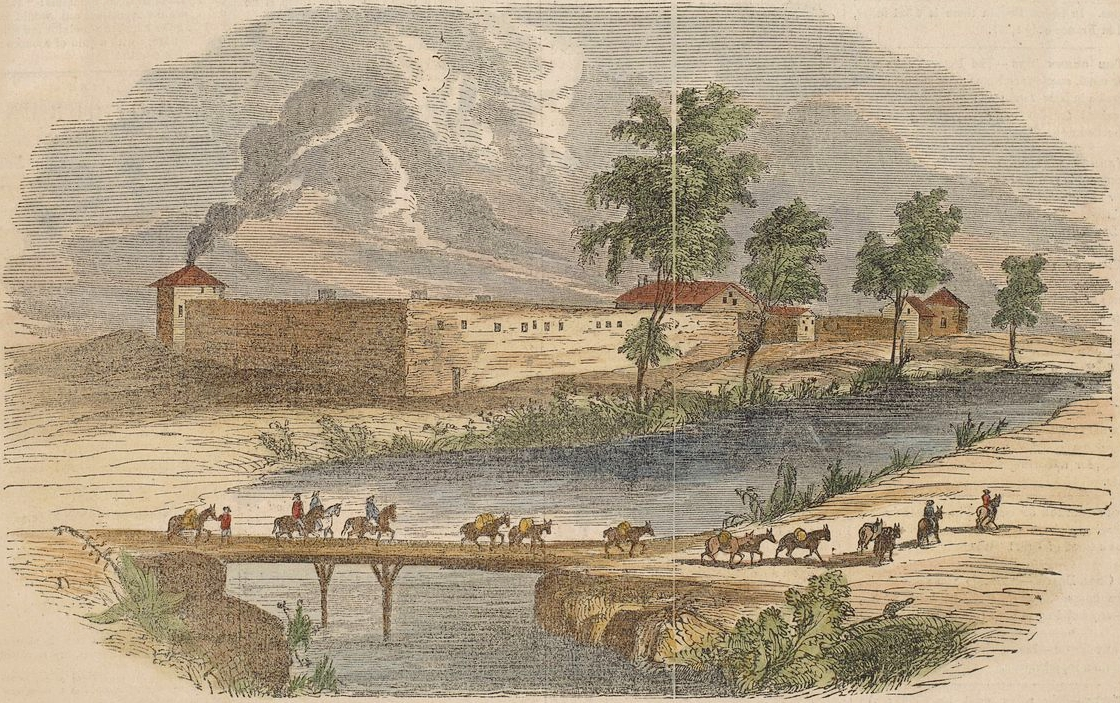
Fort Sutter dans les années 1840.

Le 7 mars 1839, Claude Chana, en provenance du Havre à bord du Zotoff, arrive à La Nouvelle-Orléans, où il trouve à s’employer comme tonnelier. En 1841, il est l’un des premiers colons de Saint Joseph dans le Missouri mais, cinq ans plus tard, il vend la propriété qu’il y possède pour prendre la route de la Californie, rejoignant un convoi composé de plus de 1000 personnes et de 500 chariots tirés par une armée de bœufs. Ce n’est pas une entreprise sans risques : à l’automne 1846, une expédition de moindre ampleur coûte la vie à la moitié de ses 90 participants, morts de froid et de faim dans les montagnes de la Sierra Nevada. Le convoi traverse la rivière Missouri le 10 mai 1846. À son arrivée en Californie, Claude Chana s’installe au nord de Sacramento, le long de la Bear River (la rivière de l’Ours), dans le ranch d’un compatriote, Théodore Sicard, puis travaille au fort Sutter, du nom de son propriétaire. John Sutter, qui a laissé une trace dans l’histoire locale, est un Suisse, arrivé en Californie en 1839. Son domaine, le long du fleuve Sacramento, est immense : 25 000 hectares ; son cheptel se compose de 12 000 têtes de bovins, 15 000 moutons, 2000 chevaux... Il emploie 1000 personnes, dont Claude Chana, qui, pendant sept mois, y fabrique des citernes, des tonneaux et des seaux pour tous les colons de la vallée.

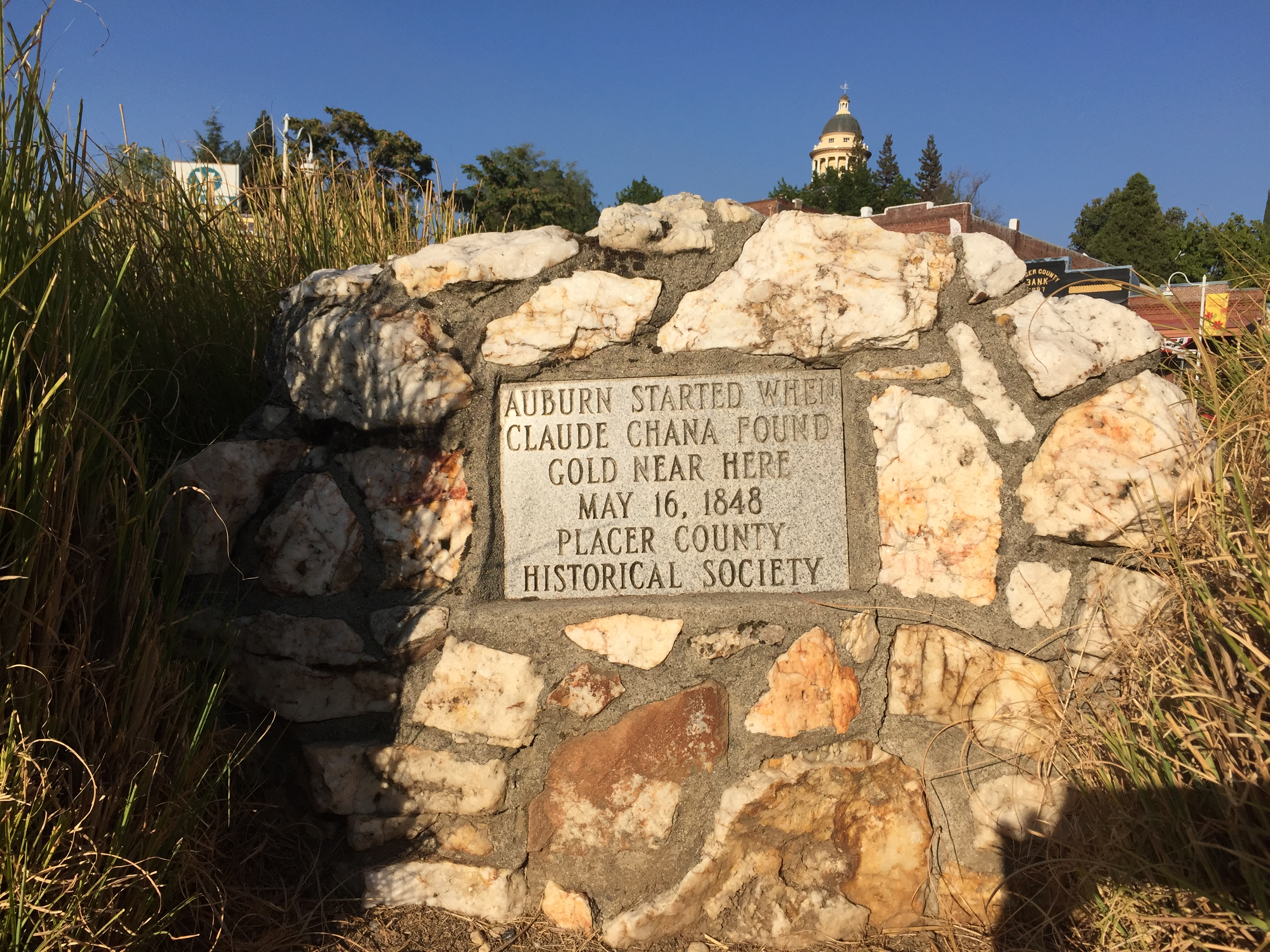
Plaque apposée par la Société historique du comté de Placer, soulignant le rôle de Claude Chana dans la fondation de la ville d’Auburn.

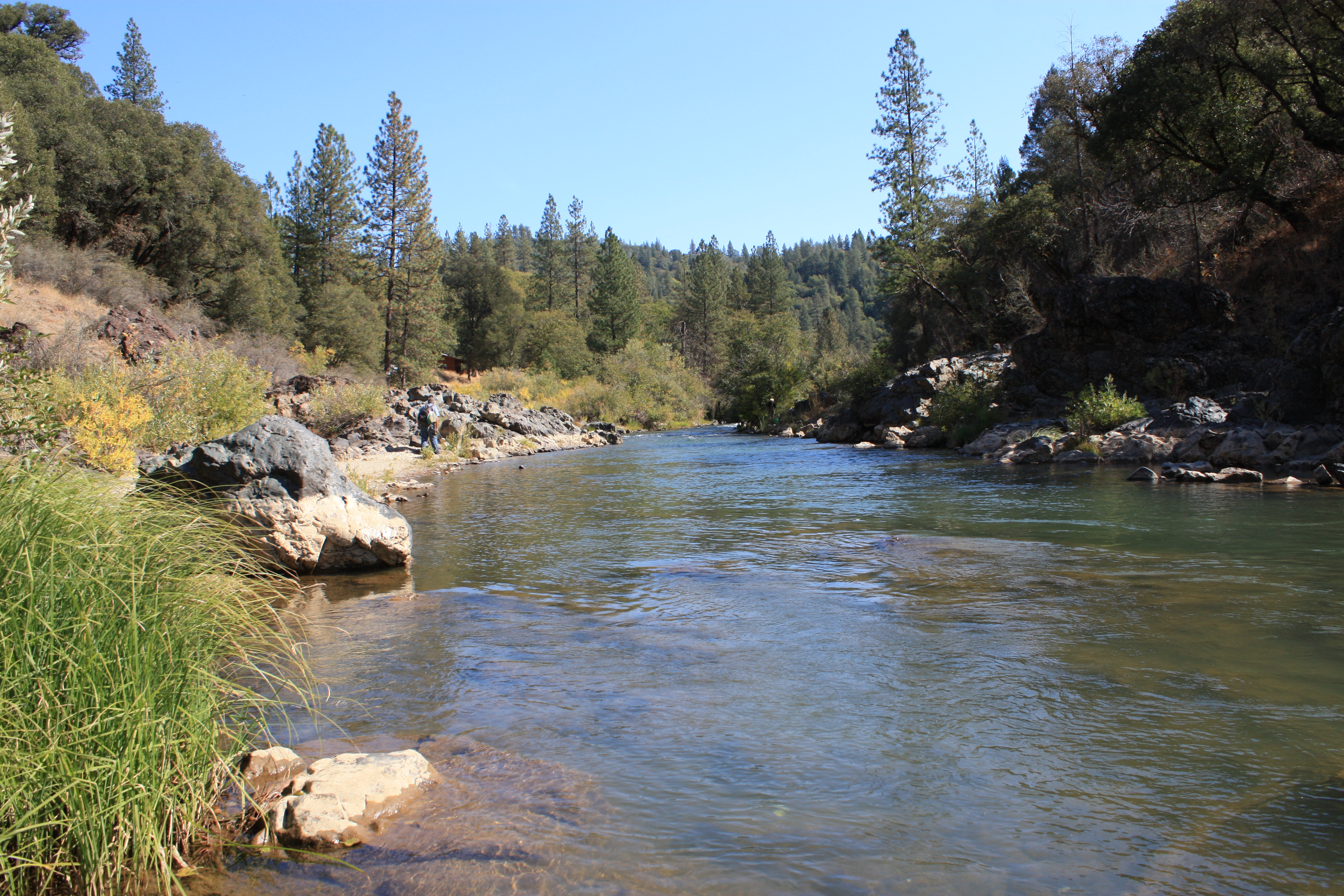
La Bear River.

Le lundi 24 janvier 1848, le charpentier James W. Marshall, un ami de Chana, trouve des pépites d'or dans le bief d’une scierie qu’il construit pour John Sutter. Au printemps de la même année, en compagnie d’un groupe de chercheurs d'or, comprenant vingt-cinq Indiens et deux autres Français, Claude Chana prend la route des champs aurifères de Coloma, où Marshall a fait sa découverte. Sur son chemin, le groupe établit son campement près d’une rivière et c’est dans cette rivière, nommée depuis la Auburn River, que Claude Chana découvre de l’or, pour la première fois dans le comté, le 16 mai 1848. La nouvelle ne tarde pas à circuler et la première conséquence en est l’établissement d’une colonie permanente à l’endroit où se trouve aujourd’hui Auburn, au nord-est de Sacramento. Cet événement change également radicalement sa vie. En un an et demi, il gagne, grâce à son activité de chercheur d’or, 25 000 dollars, soit l’équivalent de 68 ans de salaire.
À la même époque, Chana se lance également dans l’agriculture et, plus précisément, dans l’arboriculture fruitière. Il plante les premiers arbres fruitiers et, grâce à ses gains, rachète le ranch de Sicard (« Rancho of Nemshas ») à l’automne 1848, vaste de 175 ha. Il fait ses premières récoltes d’amandes en 1855. Douze ans plus tard, le ranch a pris de la valeur et est estimé à 100 000 dollars. 
En 1870, Claude Chana demande l’autorisation d’ériger un pont à péage sur la Bear River, sur le route menant d’Auburn à Marysville, et d’en fixer lui-même le tarif.
Le ranch, qui se trouve à cinq kilomètres au sud-est de Wheatland, le long de la Bear River, est dévasté par une crue et un glissement de terrain au début de l’année 1875. Le domaine est finalement vendu aux enchères quelques mois plus tard, pour la médiocre somme de 500 $. Le pont enjambant la Bear River est compris dans la vente.
Claude Chana meurt quelques années plus tard, à l’âge de 70 ans, dans la pauvreté, et est inhumé au cimetière de Wheatland, Californie. On ne lui connaît pas de descendance.

## Hommages
On trouve à Auburn une statue monumentale de plus de 4 mètres de haut censée représenter Claude Chana. Réalisée en 1975, soit un siècle après la mort du pionnier français, il s’agit donc d’une représentation imaginaire. Son auteur, Kenneth Fox, un dentiste de la ville mort en 2020, n’avait sans doute aucune idée de la physionomie de son modèle mais a voulu honorer sa mémoire.
En 2025 est organisé à Auburn, Californie, un Chana Day, une journée d’hommage au pionnier français.